# Tomalá (apellido)
Tomalá es un apellido originario de la Isla Puná, en la actual Provincia del Guayas, en Ecuador. Proviene de la castellanización hecha por los cronistas españoles del apellido Tumbalá, que provenía de la realeza indígena de la tribu de los punáes, de los descendientes del cacique Tumbalá (muerto alrededor de 1541 y bautizado por los conquistadores españoles como "Francisco") y de su hijo Diego de Tomalá (nacido alrededor de 1520).
La familia Tomalá abandona Puná en el siglo XVI migrando hacia el continente, desde entonces se extendieron a lo largo del territorio ecuatoriano. Varios presidentes de la República cuentan con ascendientes Tomalá, debido a que una hija del cacique Lorenzo Tomalá, nieto de Diego de Tomalá, formó familia con un español en el siglo XVI. En el Registro Civil de Guayaquil existen más de 7000 personas inscritas con este apellido.